# フアン・グリス

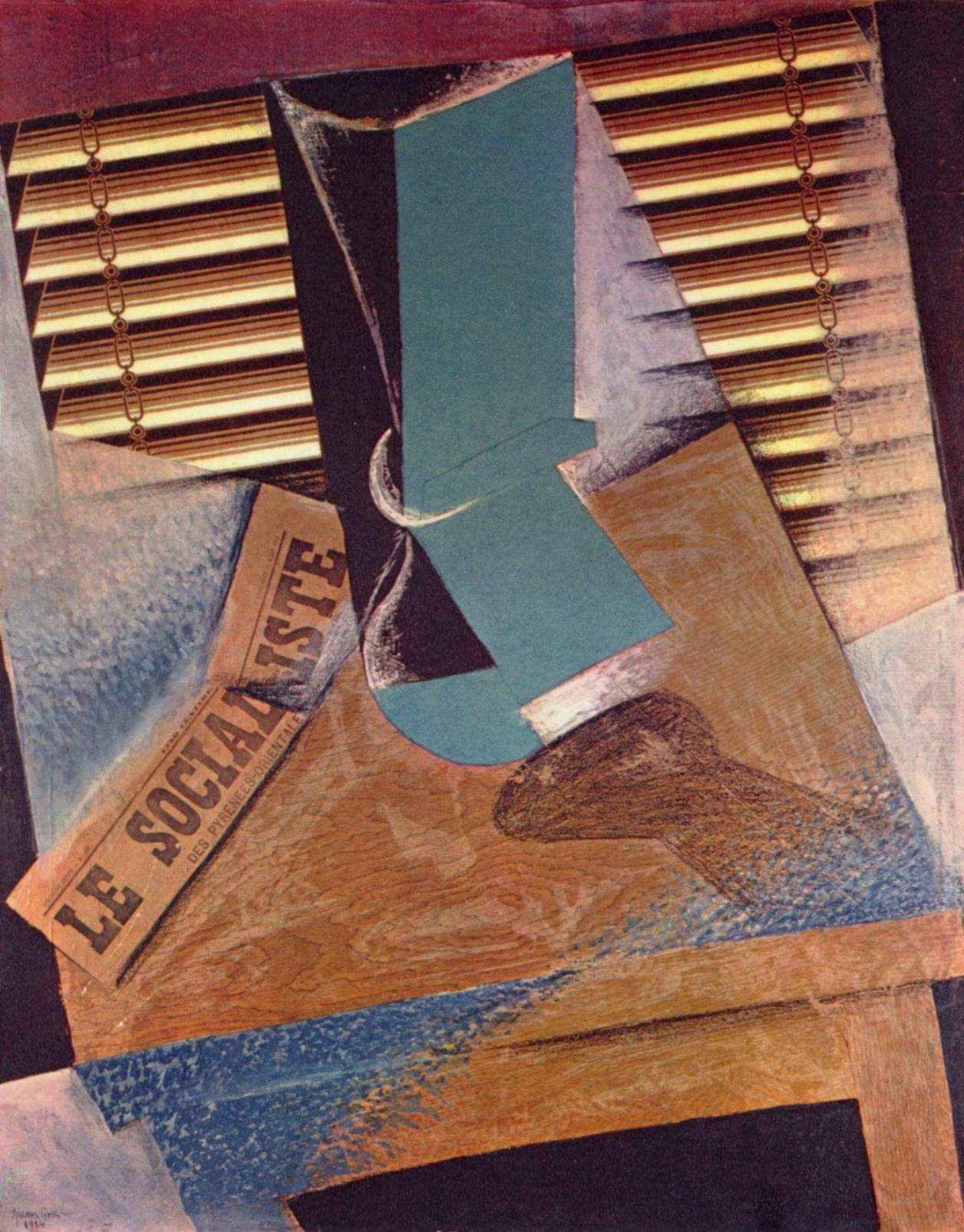
The Sunblind（1914年）
テート・ギャラリー蔵

フアン・グリス（Juan Gris, 1887年3月23日 - 1927年5月11日）は、スペインに生まれ、フランスのパリで活躍した、キュビスムの画家。その名前は、カタカナ表記では、「ファン・グリス」、「ホワン・グリス」、「ジュアン・グリ」（フランス語読み）などと書かれることもある。本名はホセ・ビクトリアーノ・ゴンサレス＝ペレス（Jose Victoriano Gonzalez-Perez）。ピュトー・グループにも属するとされる。

## 経歴
マドリード出身。同地で美術を学び、1906年にパリに出る。ピカソとブラックのアトリエの近くに住み、大きな影響を受けて、キュビスムの絵画の制作をはじめる。
その作品は、キュビスムの中でもカラフルな色彩をもっており、形態も、分析的キュビスムや総合的キュビスムの理論に沿っていると思われるが、比較的明確な形態で、いずれの作品も何が描かれているかわかりやすいものである。ピカソとブラック（特にピカソ）がキュビスムから離れた後も、グリスは、キュビスムにとどまり、ピュリスムの「エスプリ・ヌーヴォー」への投稿なども含めて、生涯キュビストとしての活動を続けた。長い闘病生活の末に尿毒症によりブローニュ＝ビヤンクールで死去。同地のブローニュ＝シュル＝セーヌ墓地に埋葬された。
その描画においては、キュビスムの最大の特徴の1つである画面の細かな分割を基本にして、黄金分割を重視したり、色彩が反転するような画面構成を意識的に多用したりしており、見た目や感覚だけではなく、理論を重んじていたことがうかがわれる。そのため、キュビストの画家の中でも、ピカソとブラックに次いで、その理論に忠実であるといわれる（第3のキュビスト）ことや、ピュトー・グループの他の作家たちとは一線を画すと評価されることがある。

## ギャラリー

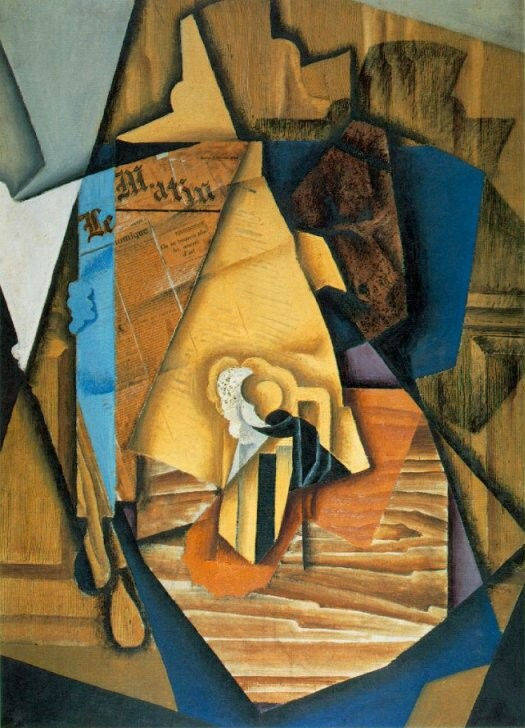
A Man in a Cafe(1914)
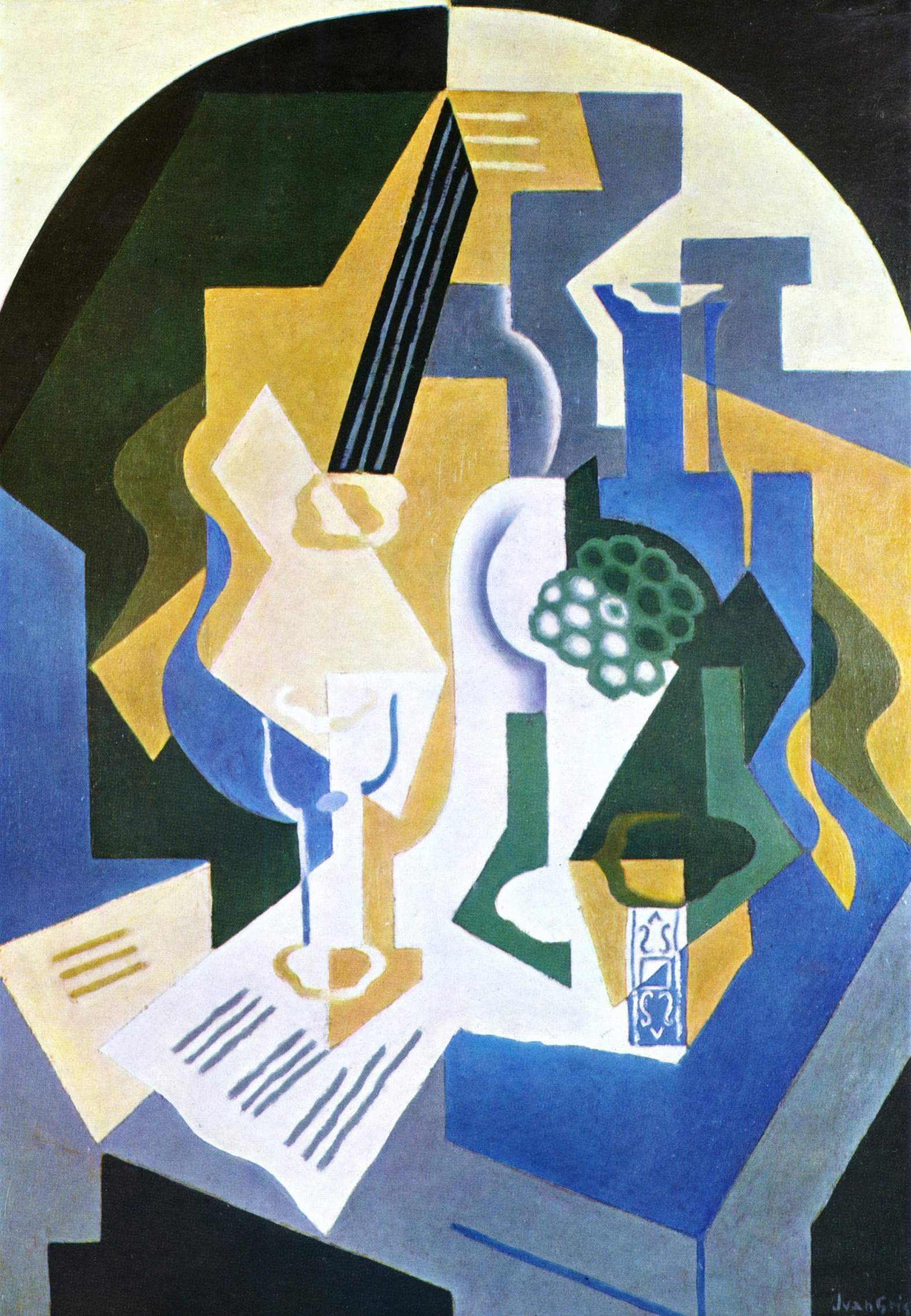
『果物皿とマンドリンのある静物画』(1919)
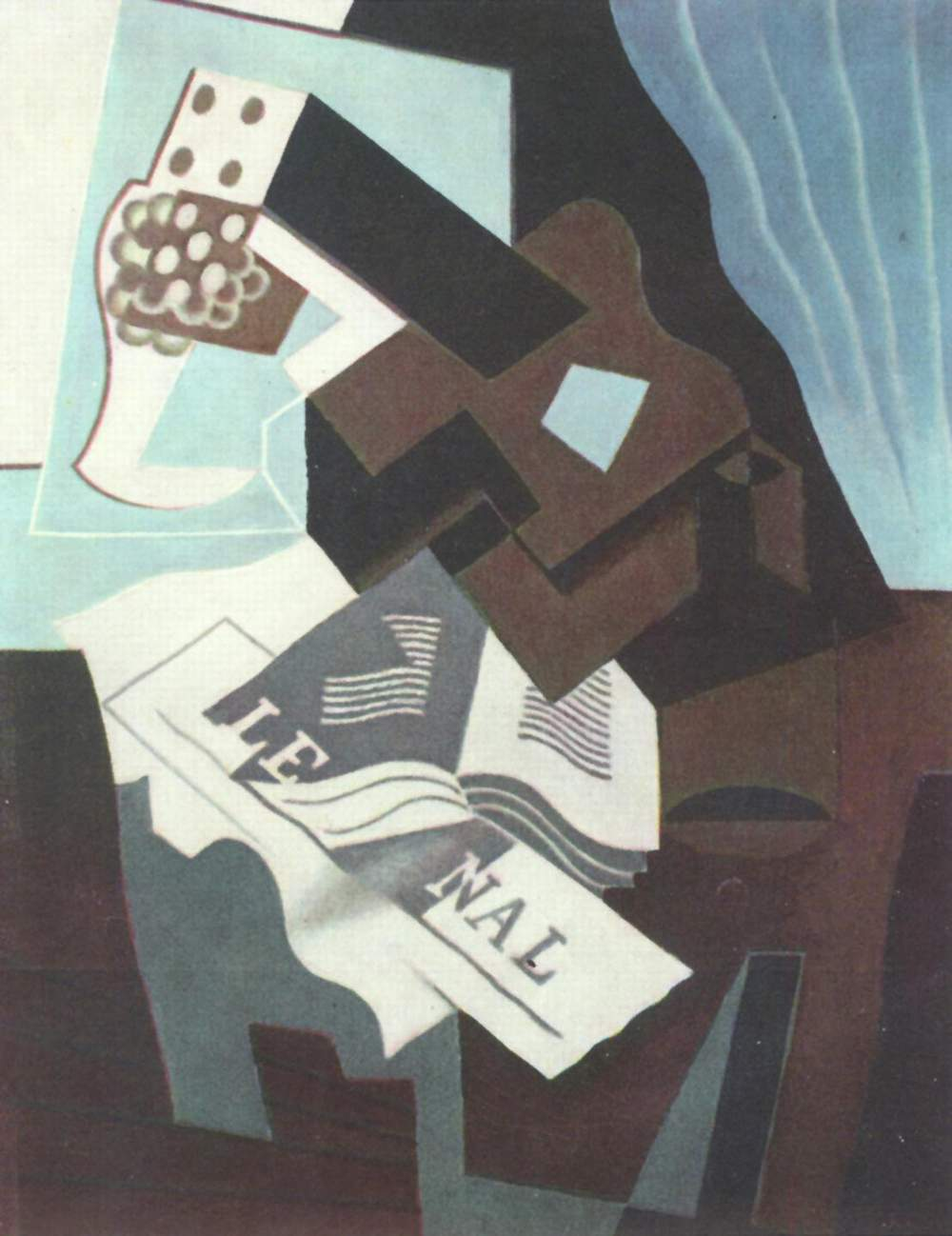
Stilleben mit Gitarre, Buch und Zeitung(1919頃)
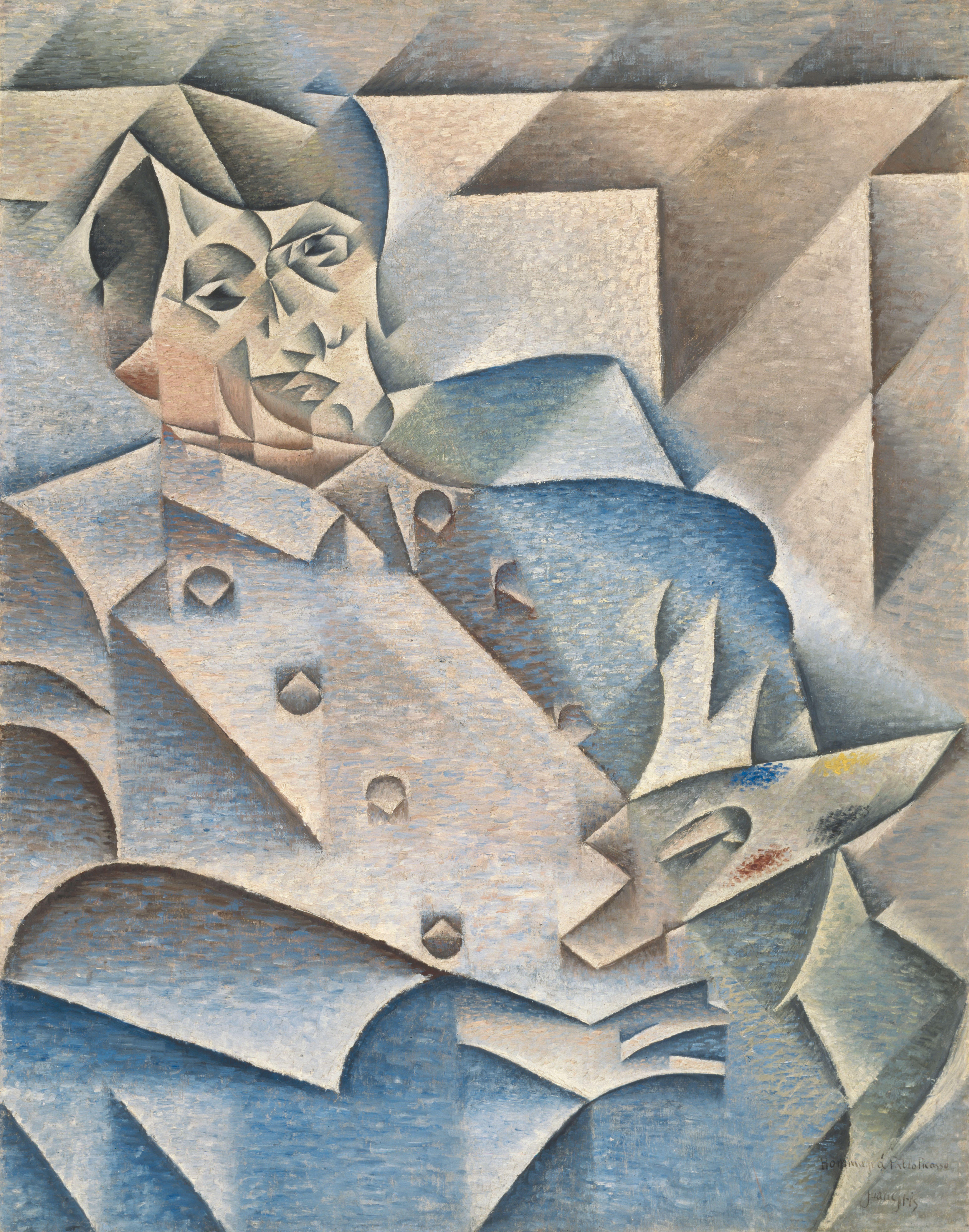
『ピカソの肖像画』, (1912), シカゴ美術館
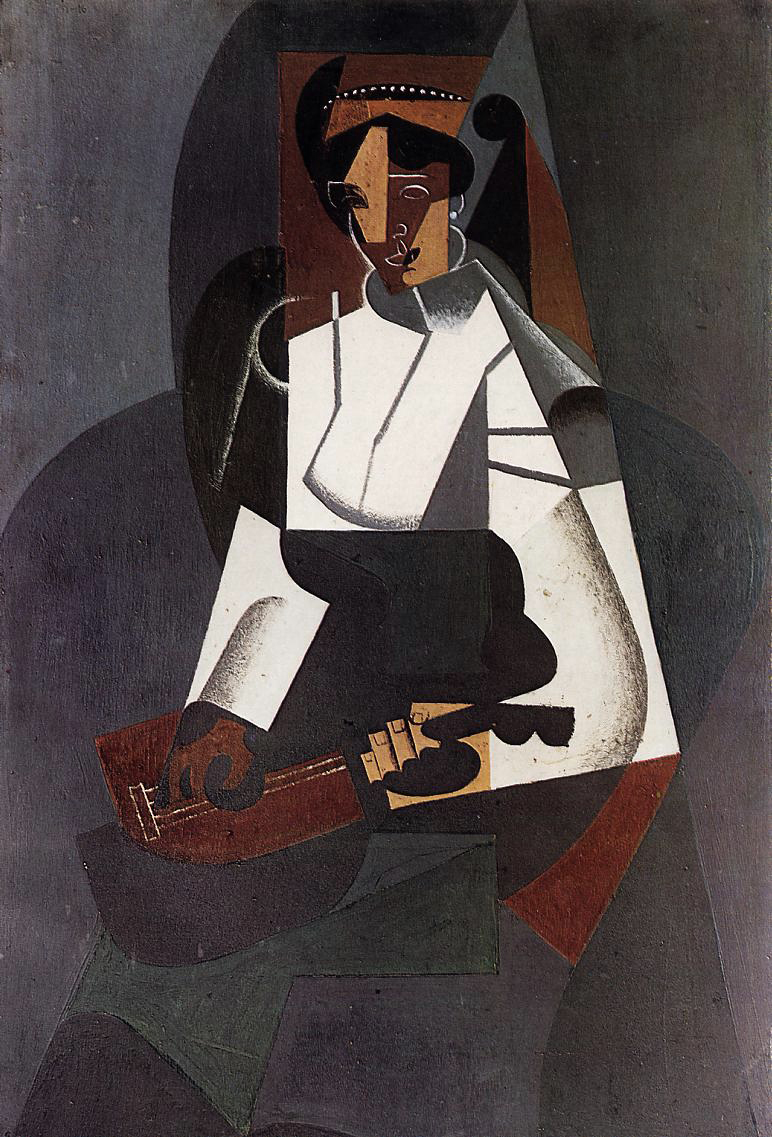
『コローの主題によるマンドリンを持つ婦人』(1916年9月),  バーゼル市立美術館
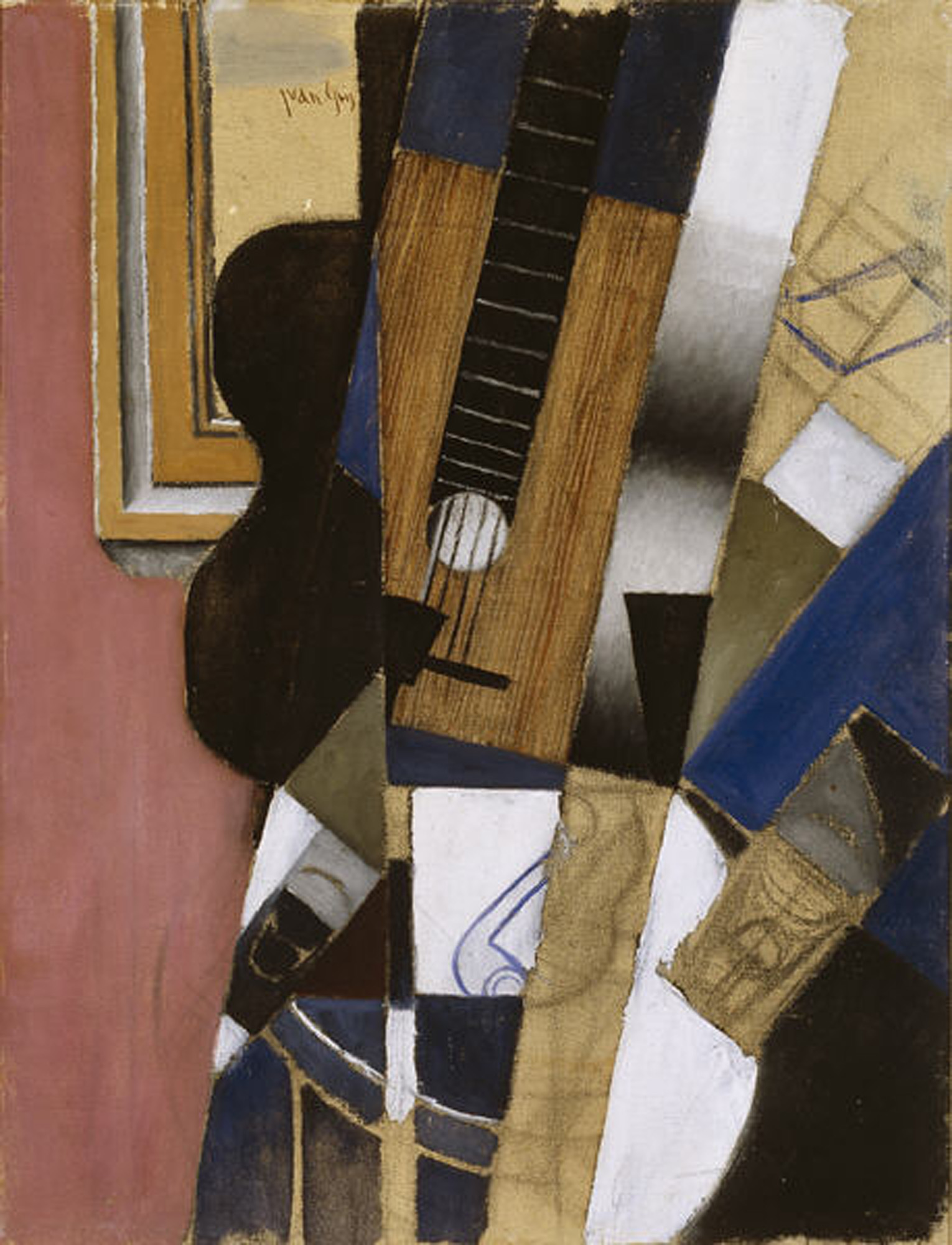
Guitar and Pipe, (1913), ダラス美術館, 米国テキサス州
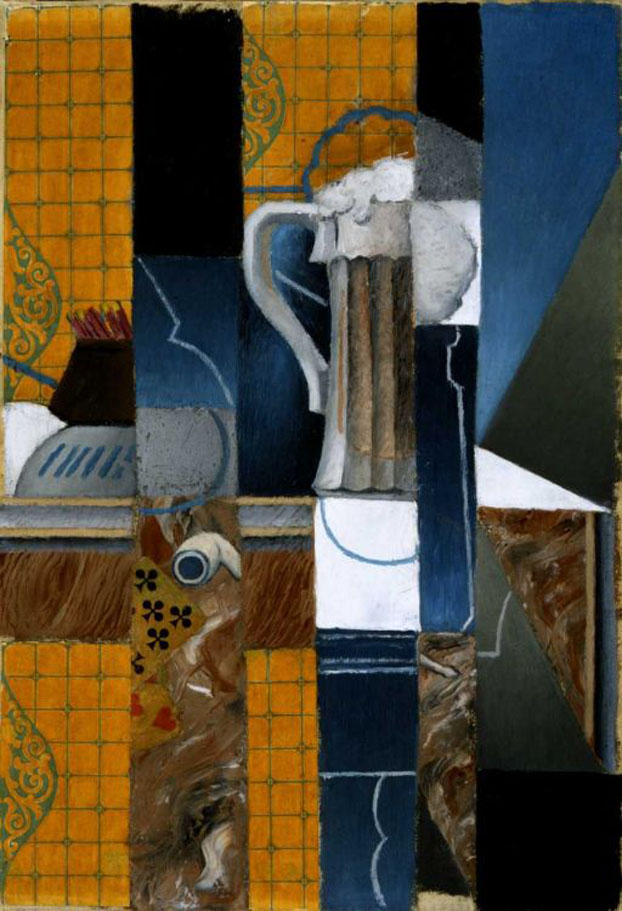
Glass of Beer and Playing Cards, (1913), コロンバス美術館, 米国オハイオ州
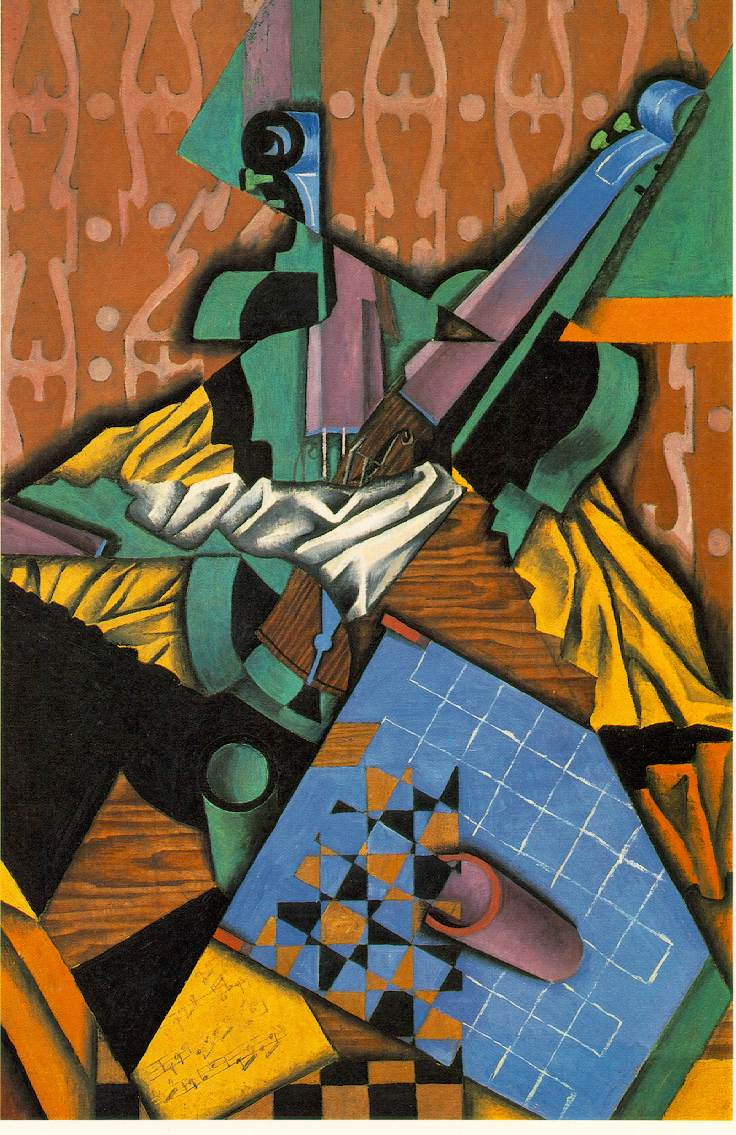
Violin and Checkerboard, (1913), 個人所蔵
The Bottle of Anís del Mono, (1914), ソフィア王妃芸術センター, スペインマドリード
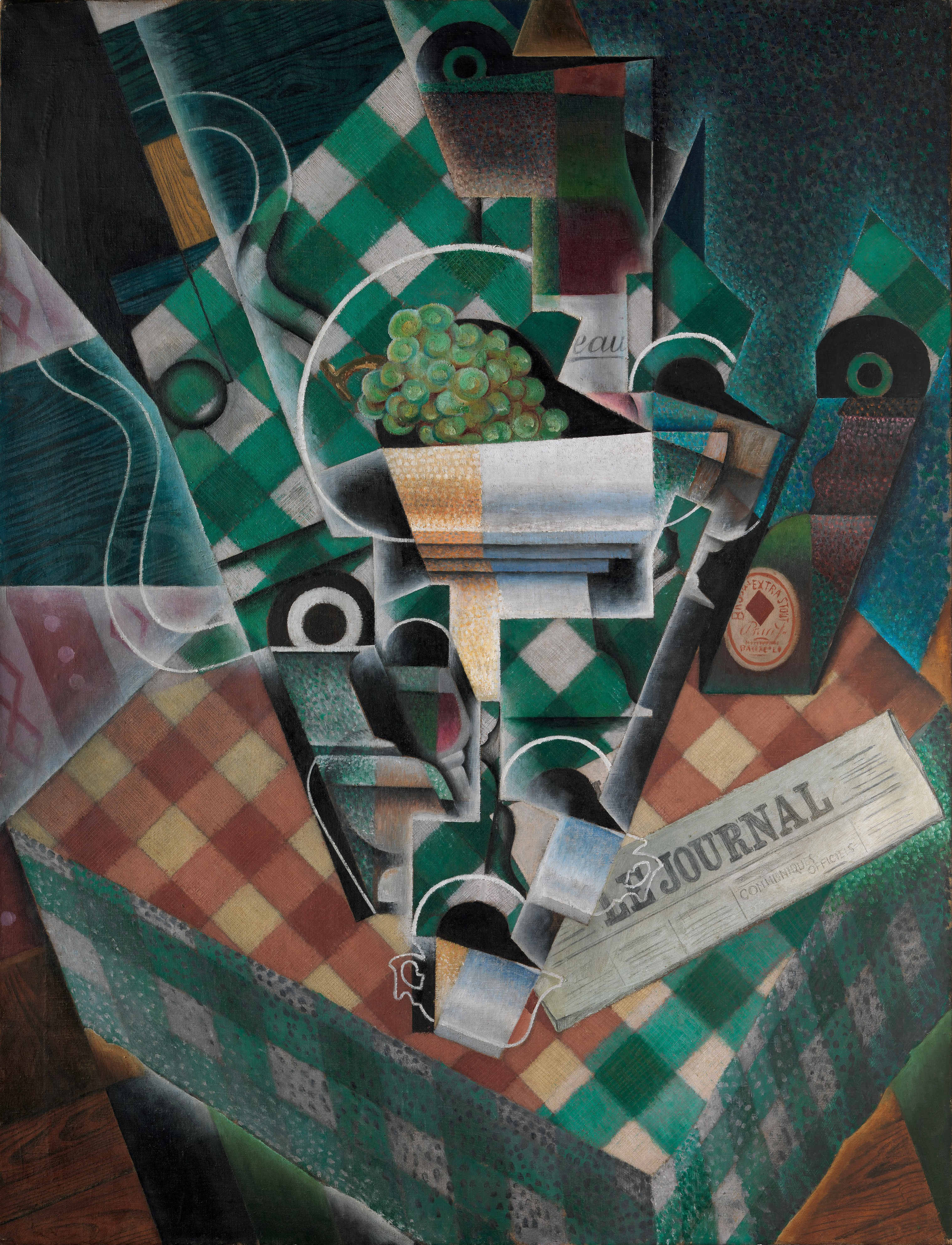
『縞模様のテーブルクロスのある静物画』, (1915), メトロポリタン美術館, ニューヨーク市
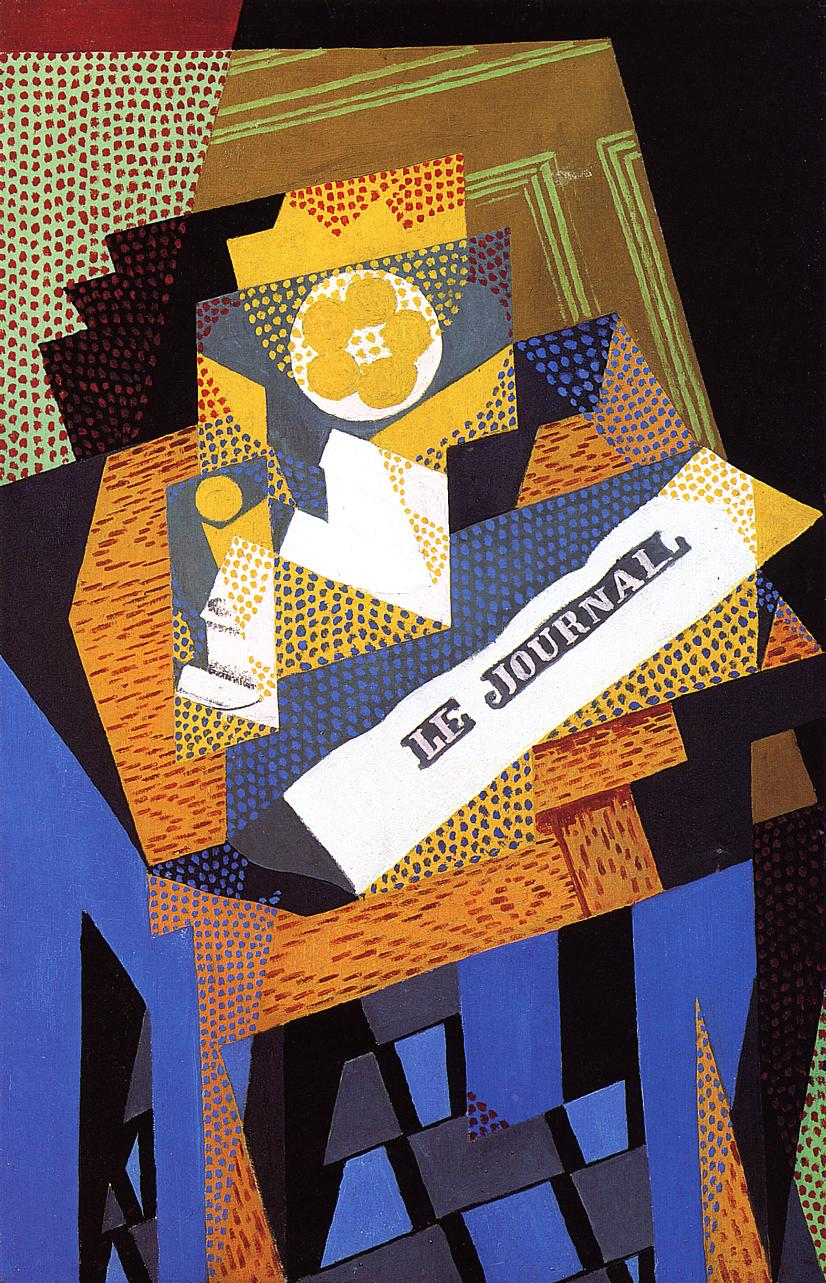
『新聞と果物皿』, (1916), イェール大学美術館, 米国コネチカット州ニューヘイブン
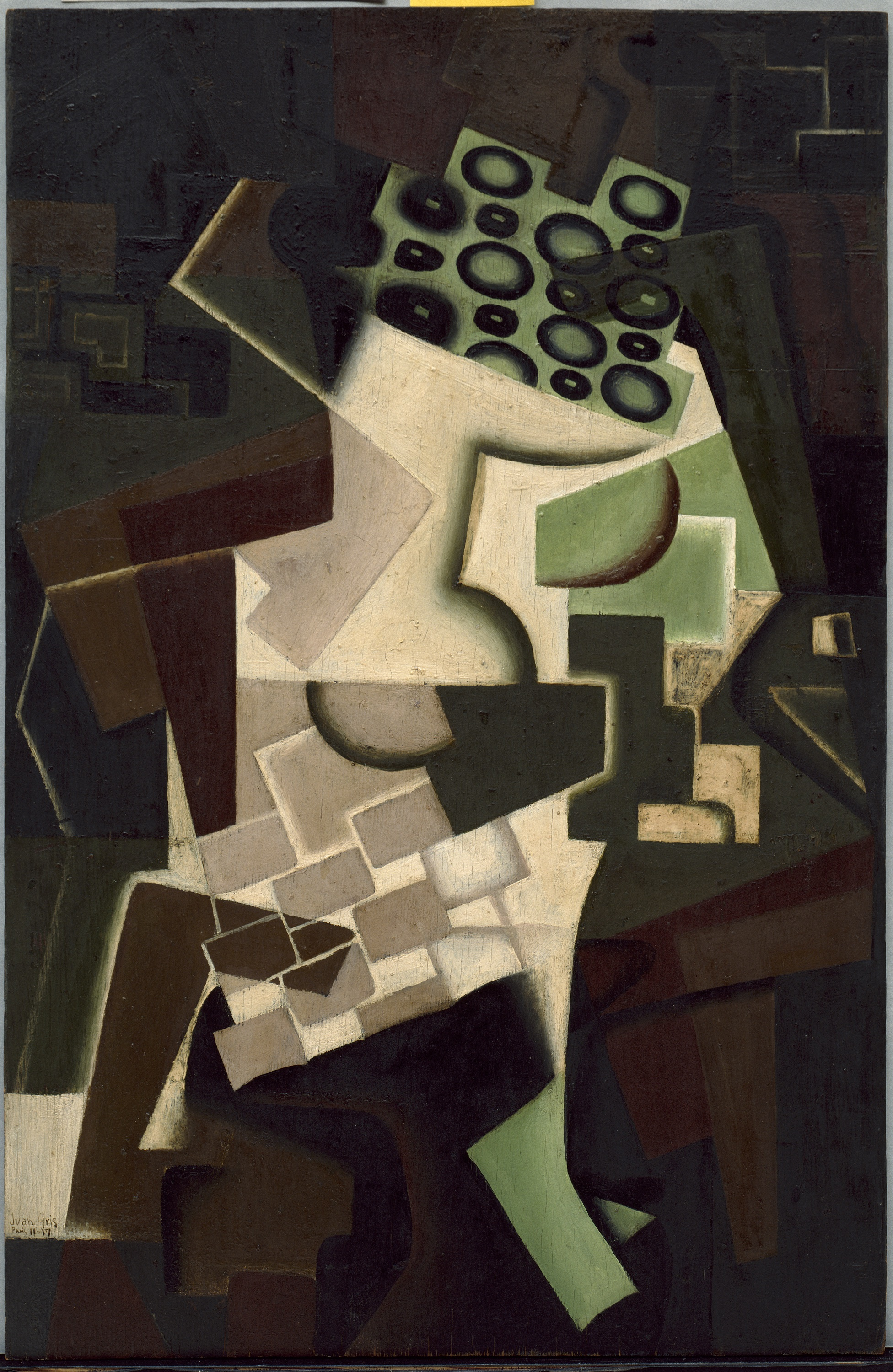
『果物皿とチェエクのテーブルクロス』, (1917), ソロモン・R・グッゲンハイム美術館, ニューヨーク市
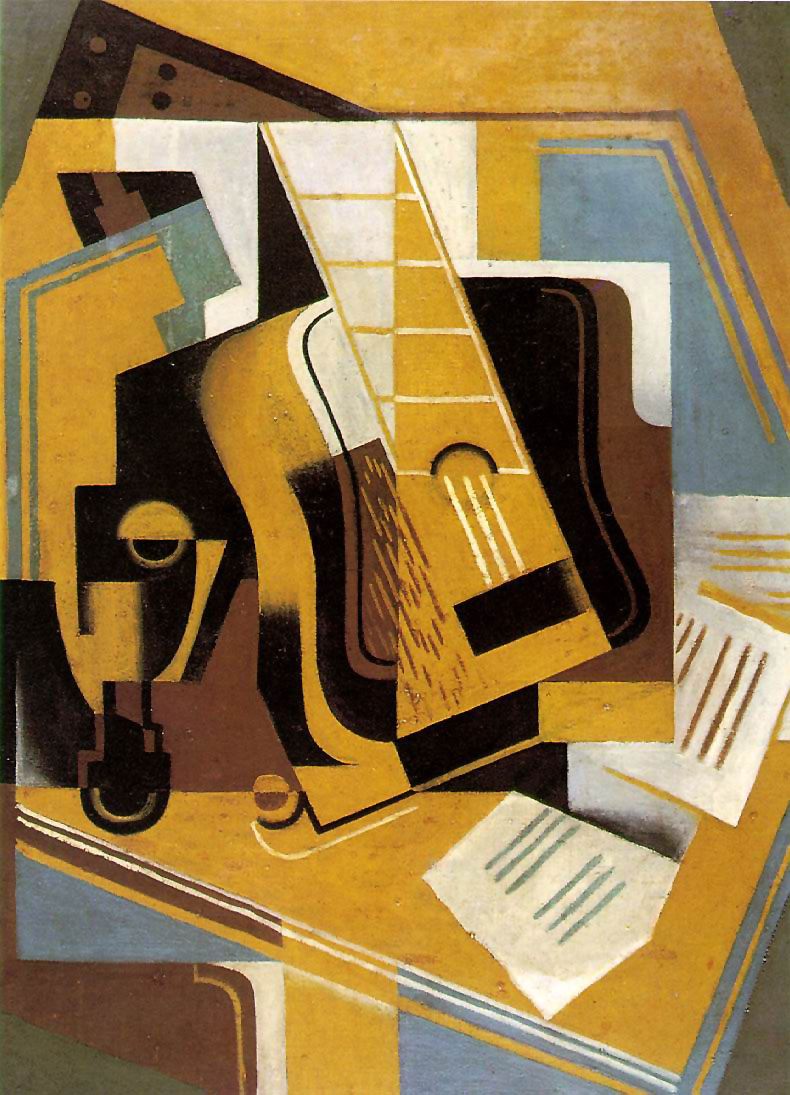
The Guitar (La Guitarra), (1918), Fundación Telefónica
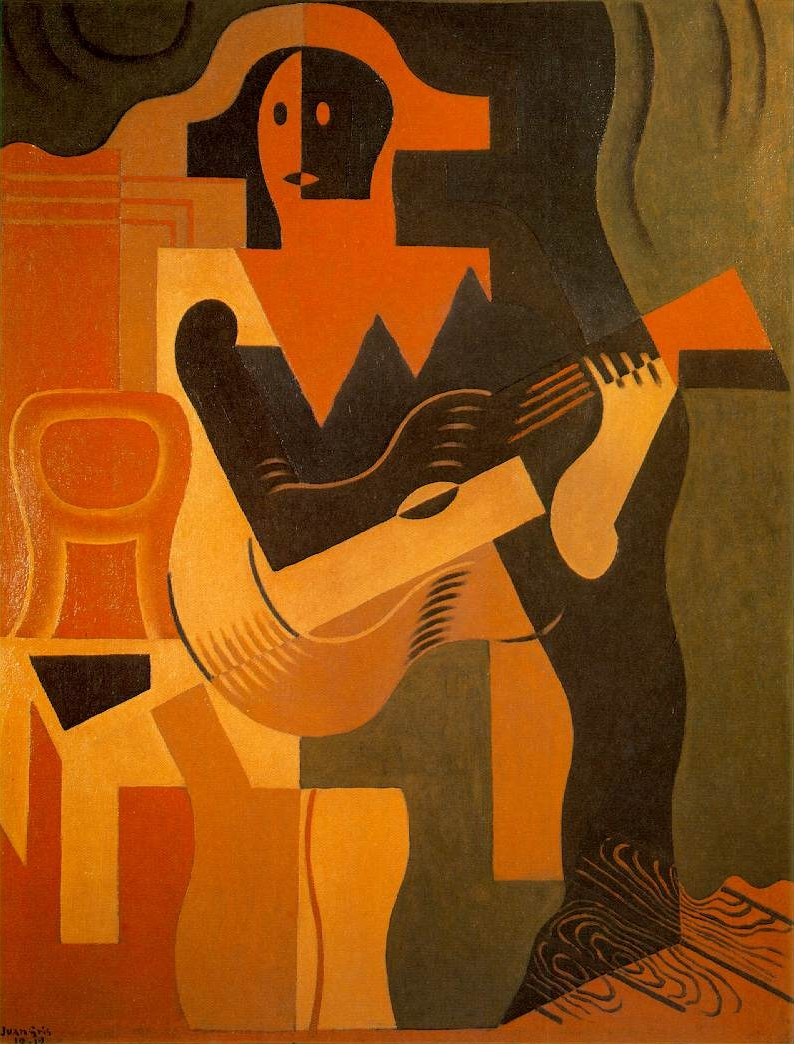
『ギターを持つハーレクイン』, (1919), ポンピドゥー・センター, パリ
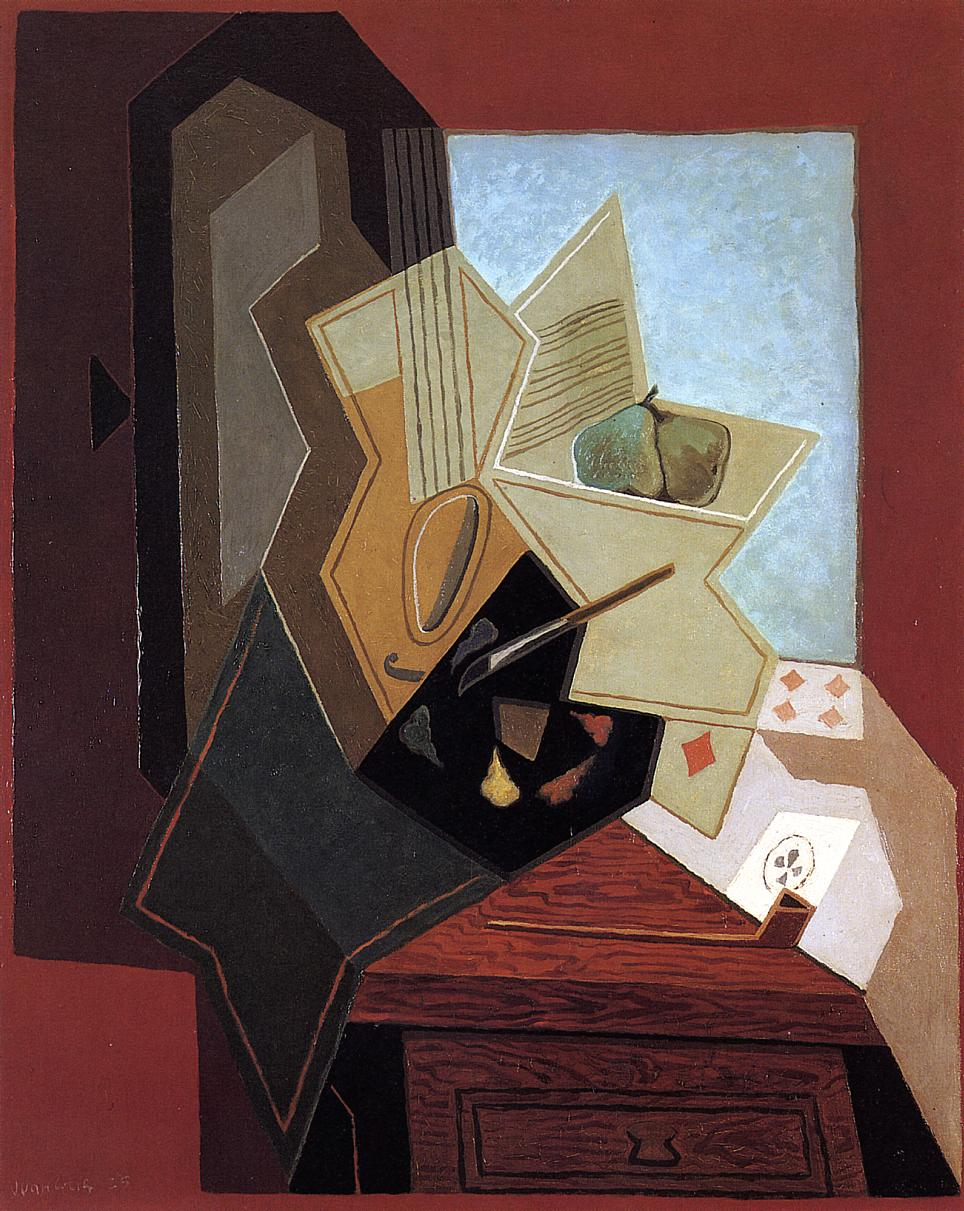
『画家の家の窓』, (1925), ボルチモア美術館, 米国メリーランド州

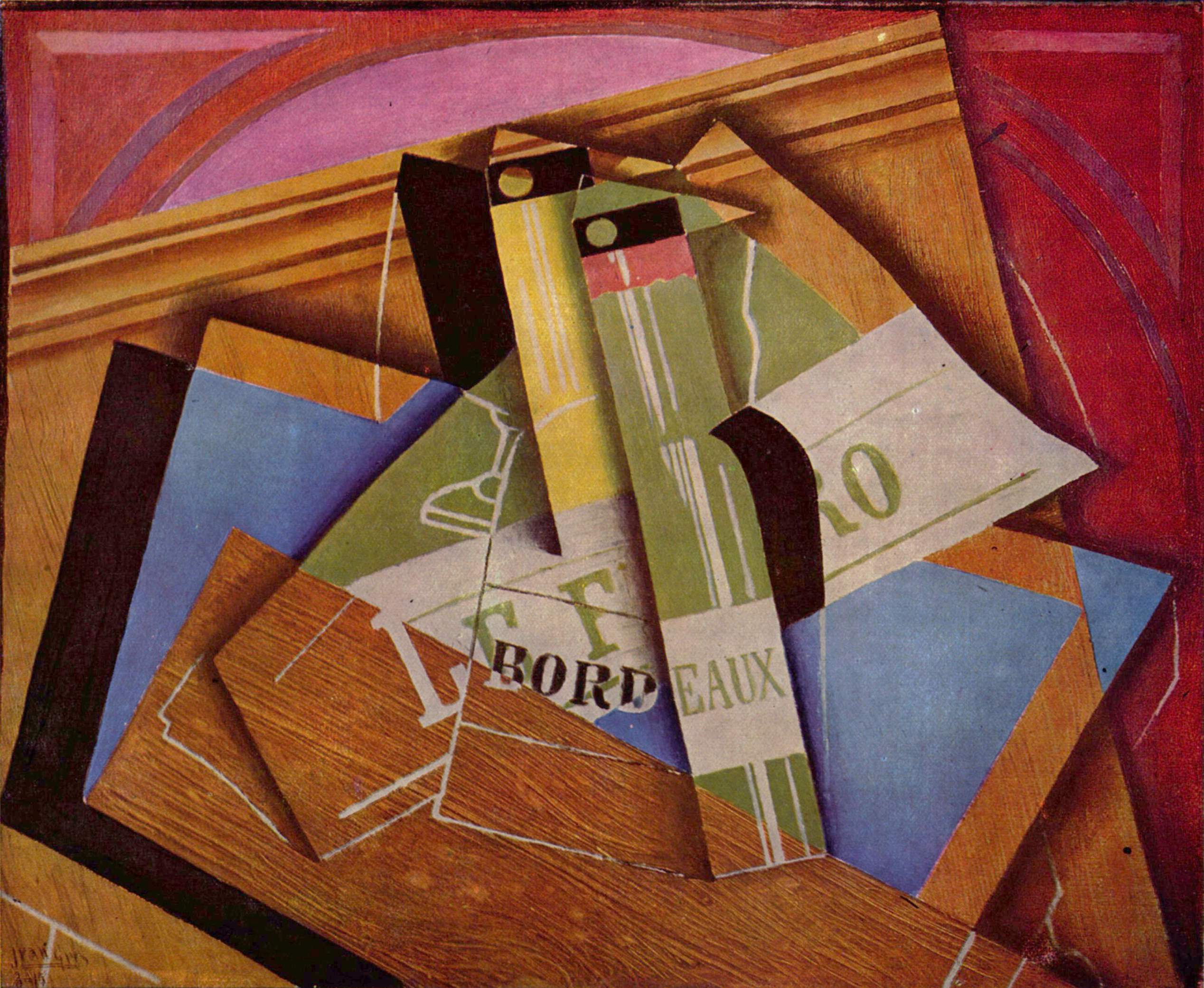
『ボルドーのボトルのある静物』(1919)
『ファントーマス』, (1915), ナショナル・ギャラリー, ワシントンD.C.
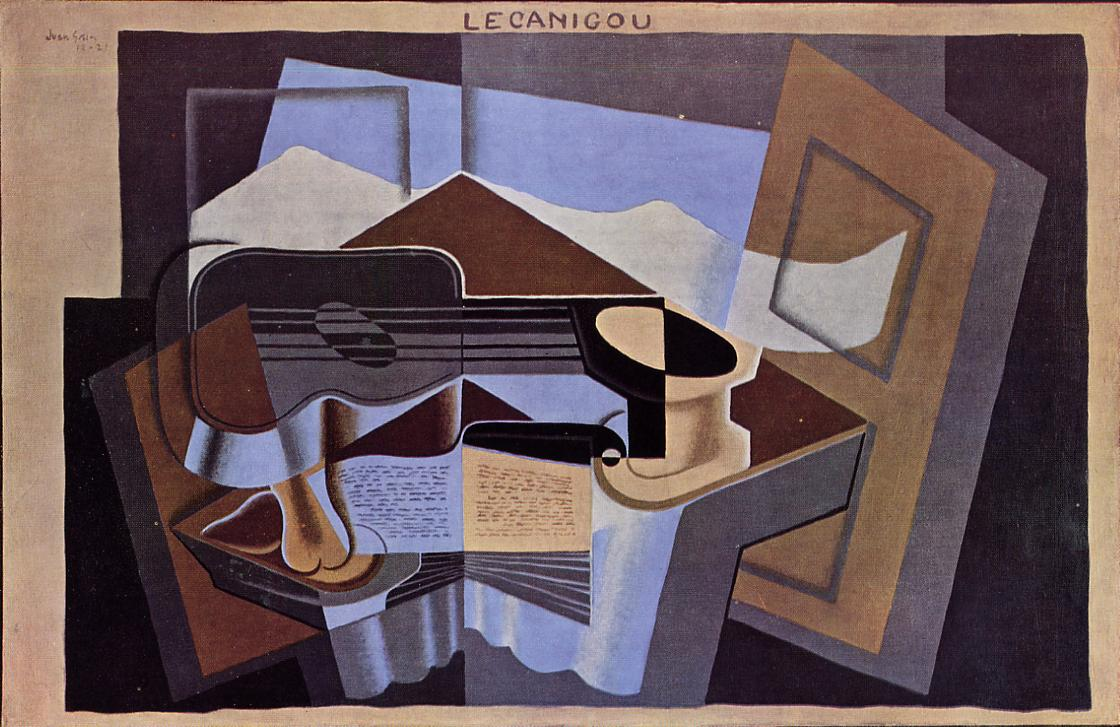
Le Canigou(カニグー山), (1921), オルブライト＝ノックス美術館, ニューヨーク州バッファロー